# ロビン・サックス
ロビン・サックス（Robin Sachs,  1951年2月5日 - 2013年2月1日）は、イギリス出身の俳優、声優である。

## 来歴
1951年、イギリス・ロンドンに生まれる。父親は南アフリカ共和国生まれで、イギリスを拠点に活動していた俳優のレナード・サックスで、母親のエレナー・サマーフィールドも女優だった。1972年にホラー映画『吸血鬼サーカス団』で映画デビュー。1970年代から1980年代にかけては、母国イギリスを中心に活動を続け、テレビドラマから映画まで様々な作品へ出演してキャリアを積んだ。
1990年代に入ると活動の場をアメリカ合衆国へ移し、『ジェシカおばさんの事件簿』や『炎のテキサス・レンジャー』などのテレビシリーズへ出演しているほか、1997年にはスティーヴン・スピルバーグが監督の『ロスト・ワールド/ジュラシック・パーク』へも出演。それ以降もアメリカを拠点に様々な作品へ出演し、英国・米国の両方において役者の地位を確立した。また、アメリカへ拠点を移してからはビデオゲームやテレビアニメなどの声優としても活躍した。

### 死去
2013年2月1日、カリフォルニア州・ロサンゼルスの自宅にて心臓発作により死去。61歳だった。

## 出演作品

### 映画
- 吸血鬼サーカス団 Vampire Circus (1972)
- Henry VIII and His Six Wives (1972)
- East Lynne (1976) ※テレビ映画
- 殺しに愛のバラードを The Disappearance (1977)
- リチャード二世 King Richard the Second (1978) ※テレビ映画
- A Flame to the Phoenix (1983)
- 迷宮のチェスゲーム The Alamut Ambush (1986)
- Cold War Killers (1986)
- ダイナスティ・リユニオン Dynasty: The Reunion (1991)
- The Return of Ironside (1993)
- Innocent Adultery (1994)
- ロスト・ワールド/ジュラシック・パーク The Lost World: Jurassic Park (1997)
- ラベジャー Ravager (1997)
- バビロン5 誕生 Babylon 5: In the Beginning (1998) ※テレビ映画
- ギャラクシー・クエスト Galaxy Quest (1999)
- オーシャンズ11 Ocean's Eleven (2001)
- ノースフォーク 天使がくれた奇跡 Northfork (2003)
- バイオハザード ダムネーション Biohazard: Damnation (2012) ※声の出演

### テレビドラマ
- Love and Mr Lewisham (1972)
- Upstairs, Downstairs (1973)
- Ten from the Twenties (1975)
- ロブ・ロイ Rob Roy (1977)
- Lady Killers (1981)
- Brideshead Revisited (1981)
- Tom, Dick and Harriet (1982)
- Chessgame (1983)
- C.A.T.S. Eyes (1985)
- Rumpole of the Bailey (1987)
- Jake and the Fatman (1991)
- Herman's Head (1991)
- ジェシカおばさんの事件簿 Murder, She Wrote (1993)
- Dr.マーク・スローン Diagnosis Murder (1994)
- バビロン5 Babylon 5 (1994, 1998)
- 炎のテキサス・レンジャー Walker, Texas Ranger (1995)
- Nowhere Man (1996)
- パシフィック・ブルー Pacific Blue (1996)
- ベイウォッチ・ナイツ Baywatch Nights (1996)
- 刑事ナッシュ・ブリッジス Nash Bridges (1996)
- バフィー 〜恋する十字架〜 Buffy the Vampire Slayer (1997, 1998, 2000)
- FXザ・シリーズ F/X: The Series (1998)
- スタートレック:ヴォイジャー Star Trek: Voyager (2001)
- エイリアス Alias (2005)
- 秘密情報部トーチウッド Torchwood (2011)
- キャッスル 〜ミステリー作家は事件がお好き Castle (2012)
- NCIS 〜ネイビー犯罪捜査班 NCIS: Naval Criminal Investigative Service (2012)

### テレビアニメ
- ファンタスティック・フォー Fantastic Four (1994)
- スポンジ・ボブ Sponge Bob (2006)

### ビデオゲーム
- Dragon Age: Origins (2009)
- Mass Effect 2 (2010)
- Dragon Age: Origins - Awakening (2010)
- KANE&LYNCH 2: DOG DAYS (2010)
- 魔人と失われた王国 (英語版） (2010)
- マスエフェクト 3 Mass Effect 3 (2012)